# Werbeantwort

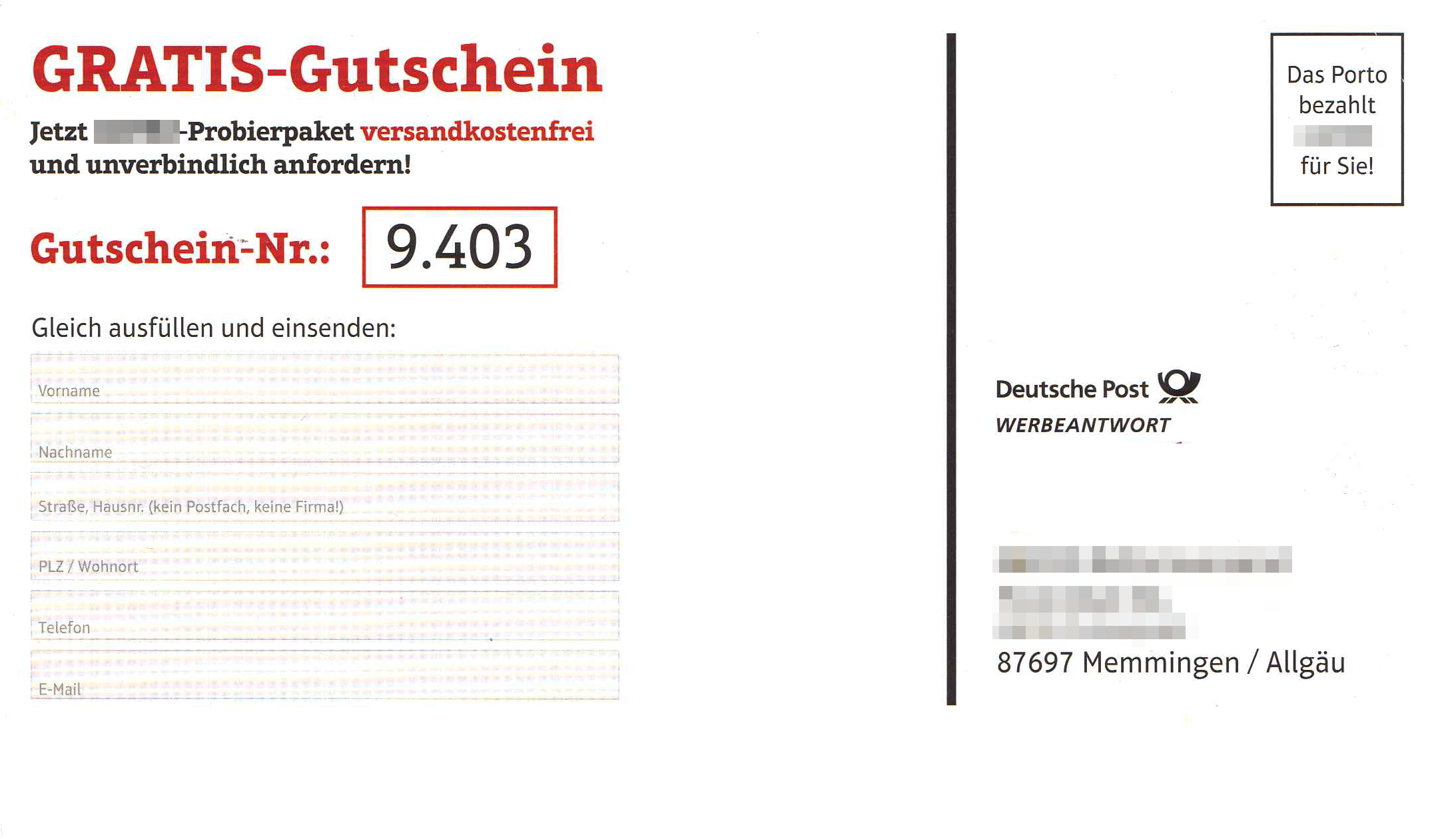
Werbeantwort-Postkarte, anonymisiert, zur Anforderung eines Probierpaketes

Werbeantworten sind Antworten auf eine Werbesendung, für die der Empfänger das Entgelt übernimmt.

## Deutschland

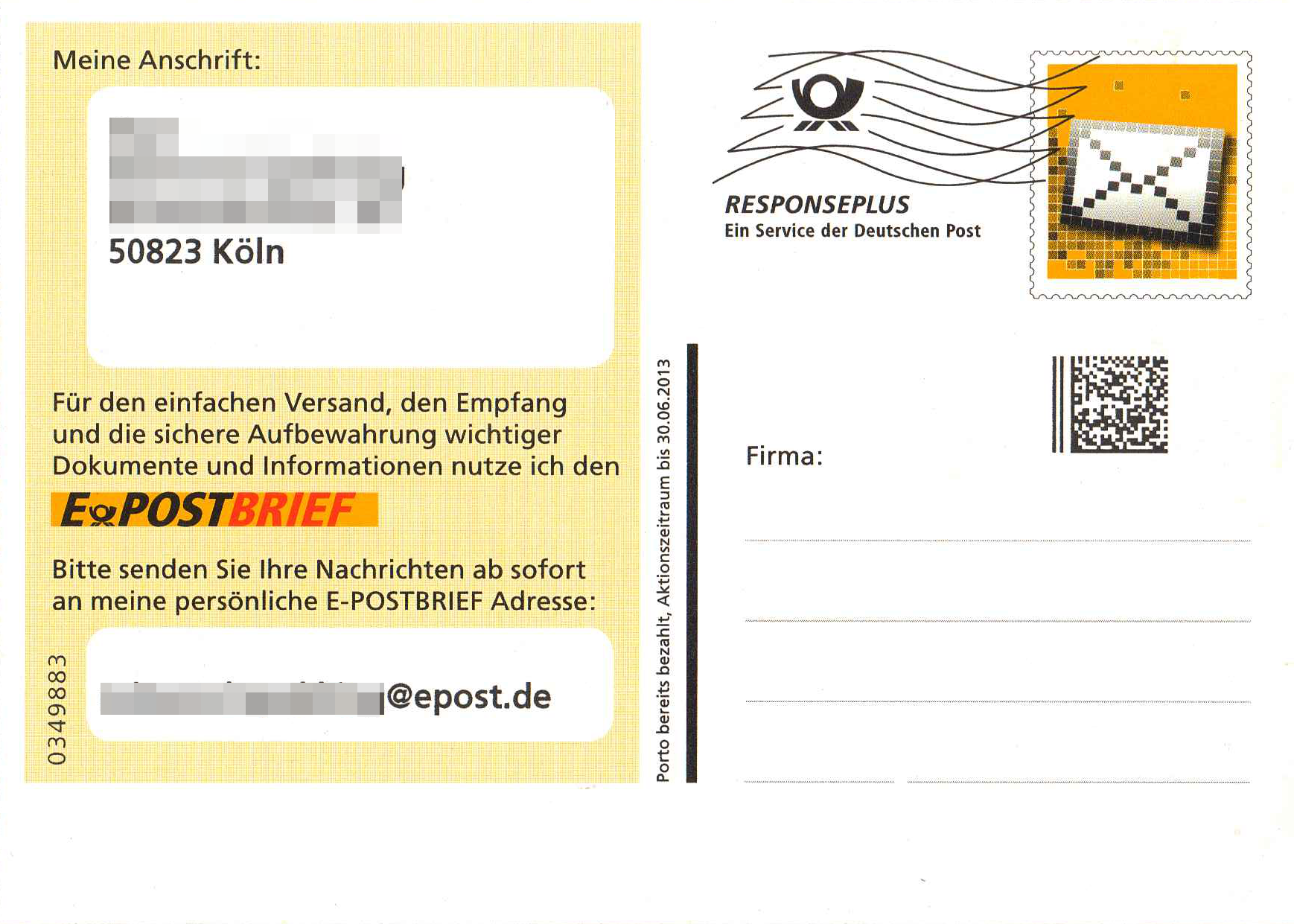
Responseplus-Postkarte der Deutschen Post AG. Der DataMatrix-Code dient zur Abrechnung und zur genaueren Auswertung der versandten Postkarten

Im Zusammenhang mit der Einführung der Postwurfsendungen, um die Verwendung von Werbesendungen zu erleichtern und zu verbilligen, wurde vom 1. April 1938 an, zunächst versuchsweise, eine Sendungsart eingeführt, die die Bezeichnung „Werbeantwort“ erhielt. Zugelassen waren gewöhnliche Briefe und Drucksachen bis 20 Gramm sowie Postkarten. Sie mussten als Aufdruck den Vermerk „Werbeantwort“, die Adresse des Empfängers sowie die Aufforderung „Nicht freimachen, Gebühr zahlt Empfänger“ tragen. Vor dem Versand war vom Zustellpostamt eine Genehmigung einzuholen. Zur Erstsendung waren mindestens 500 Stück vorgeschrieben, nachträgliche Einlieferungen waren nach oben und unten unbegrenzt. Die Werbeantworten wurden wie andere nachgebührpflichtige Sendungen behandelt. Die Nachgebühr betrug aber nur das normale Porto zuzüglich eines festen Zuschlags von 1 Pfennig für Drucksachen, 2 Pfennig für Postkarten und 3 Pfennig für Briefe. 
Mit 15. Dezember 1942 wurde der Werbeantwortdienst für die Kriegsdauer eingestellt. Für laufende Aktionen wurde eine Übergangszeit bis zum 28. Februar 1943 eingeräumt. Nach dem Krieg wurde der Dienst am 1. April 1948 wieder aufgenommen. 
Aktuell (12/2020) bezahlt der Empfänger für inländische Werbeantworten, die den Vorgaben der Deutschen Post zu Automationsfähigen Briefsendungen entsprechen, die regulären Portopreise für Postkarte bzw. Brief. Bei anderen inländischen Werbeantworten erhöht sich das Entgelt auf die nächsthöhere Portoklasse, mindestens aber auf das Porto für den Kompaktbrief. Das Briefentgelt bei „Werbeantwort international“ beträgt 120 Cent (unabhängig vom gewählten Format).

### Responseplus

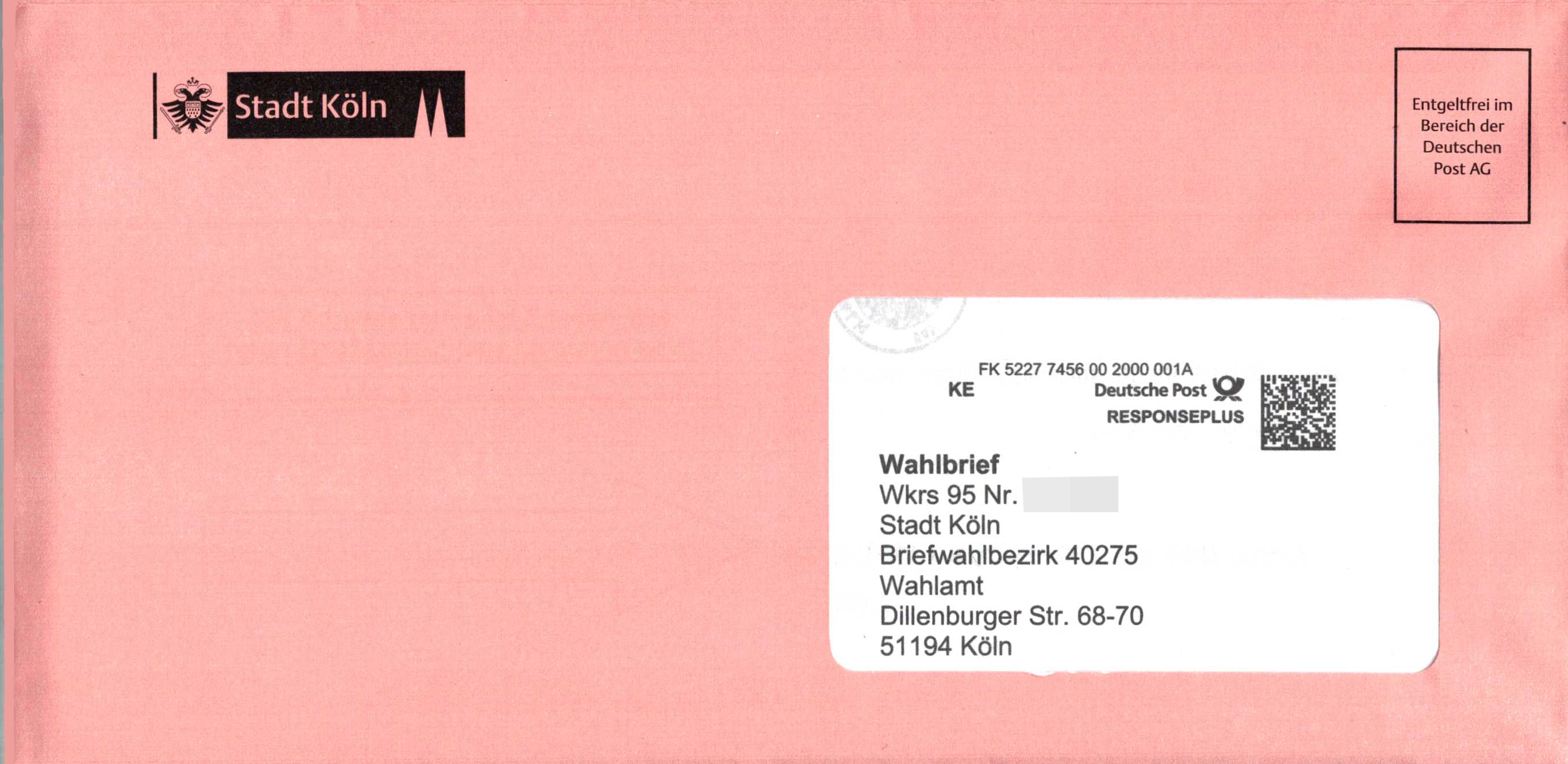
Wahlbrief 2021 mit Responseplus

Als erweiterte Variante der Werbeantwort bietet die Deutsche Post Responseplus an. Hierbei werden auf den Sendungen individualisierte DataMatrix-Codes aufgedruckt, die zur Abrechnung und Auswertung der versandten Sendungen dienen.

## Schweiz
In der Schweiz heißen die entsprechenden Sendungen Geschäftsantwortsendung (Abkürzung GAS). Der Empfänger kann wählen, ob er die Antwortsendung per A-Post (prioritär), B-Post oder (bei minimal 500 Sendungen pro Monat und Portokategorie) B-Post-Massensendung empfangen will. Er bezahlt pro empfangener Sendung das übliche Porto und einen Zuschlag von Fr. 0.10. Eine Kombination von inländischen und internationalen Antwortsendungen ist unter dem Namen Combi Response möglich.

## Niederlande
Es ist bei der Post in den Niederlanden möglich, für Postsendungen das Porto vom Absender zahlen zu lassen. Für Antwortschreiben kann von dem Postamtsvorsteher des betreffenden Postamts des Empfängers eine Antwoordnummer vergeben werden. Die Antwortnummer gilt dann, in Zusammenhang mit der PLZ und Ortsangabe, als vollständige Adresse. Von dieser Möglichkeit machen meist große Firmen oder Institutionen Gebrauch. Neben einer monatlichen Grundgebühr sind vom Inhaber der Antwortnummer für einen Brief bis 20 g bzw. für eine Postkarte eine geringe Gebühr zahlen.

## International
International wird die Werbeantwort als Correspondance commerciale-réponse internationale (CCRI) oder International Business Reply Service (IBRS) bezeichnet.